# Cryptanthus bromelioides
Espèce
Synonymes
- Cryptanthus carnosus Mez
- Cryptanthus diversifolius Beer

Cryptanthus bromelioides est une espèce de plantes à fleurs de la famille des Bromeliaceae, endémique des forêts orientales du Brésil et décrite en 1836 par les botanistes allemands Christoph Friedrich Otto et Albert Gottfried Dietrich.

## Synonymes
- Cryptanthus carnosus Mez
- Cryptanthus diversifolius Beer

## Distribution
L'espèce est endémique de l'État de Rio de Janeiro au sud-est du Brésil.

## Description
Selon la classification de Raunkier, l'espèce est hémicryptophyte.

## Galerie

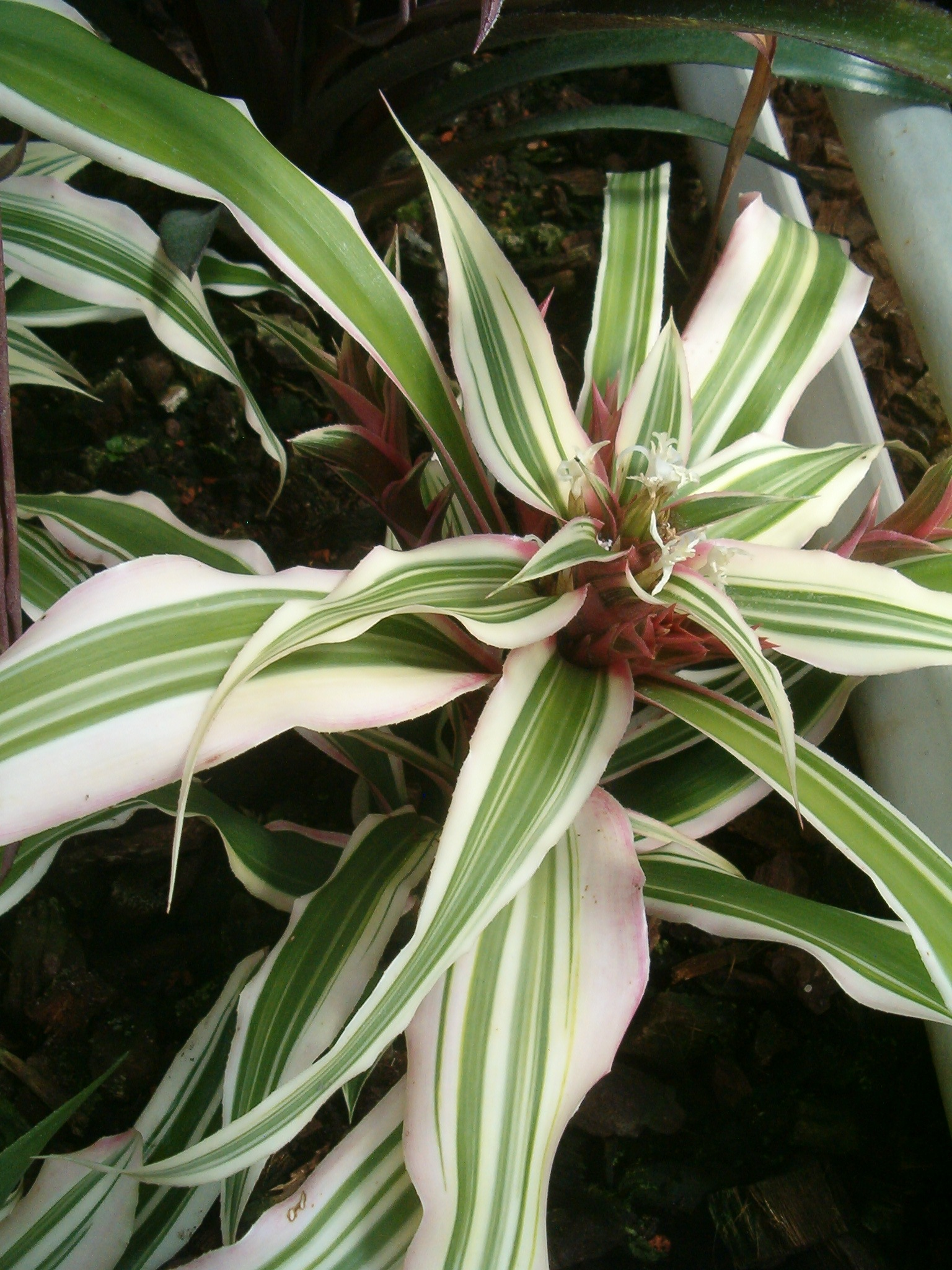
Cultivar 'Tricolor'